# نقير (تشريح)

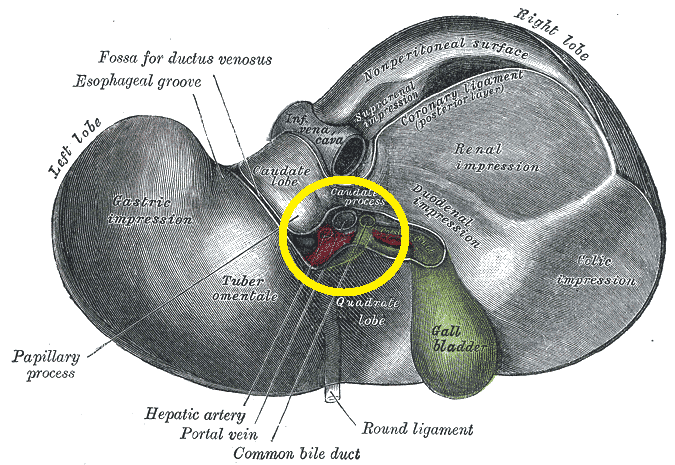

في التشريح البشري، النقير (الذي كان يُسمى سابقًا بالإنجليزية باسم hilus) هو انخفاض أو شق تدخل عنده هياكل مثل الأوعية الدموية والأعصاب العضو.

## أمثلة على النقير
- نقير الكلية، يتيح دخول الشريان الكلوي والوريد والحالب والأعصاب
- النقير الطحالي، على سطح الطحال، يتيح دخول الشريان الطحالي والوريد والأوعية الليمفاوية والأعصاب
- نقير الرئة، شق ثلاثي تدخل عنده هياكل من جذر الرئة وتخرج من الأحشاء
- نقير العقدة الليمفاوية، جزء من العقدة الليمفاوية الذي تخرج عنده الأوعية الصادرة